# Младеновская, Наташа
Наташа Младеновская (макед. Наташа Младеновска, родилась 12 февраля 1986 в Куманово) — македонская гандболистка, линейная команды «Металург» (Скопье) и сборной Македонии.

## Карьера игрока
Выступала ранее за македонские команды «Евростандарт», «Кометал Джорче Петров» (оба из Скопье) и «Кале» из Кичево.
За сборную Македонии провела 53 игры и забила 95 голов.